# Portada/efemèride novembre 16
Carme Auguet
« 15 de novembre · 16 de novembre · 17 de novembre »